# Heliconius albucilla
Heliconius albucilla är en fjärilsart som beskrevs av Bates 1866. Heliconius albucilla ingår i släktet Heliconius och familjen praktfjärilar. Inga underarter finns listade i Catalogue of Life.